# Yarandi
Le yarandi (ou yarani) est un dialecte iranien parlé en Iran, dans le village de Yarand situé au Nord-Ouest de la ville de Nain, dans la province d'Ispahan.

## Classification
Le yarandi est un des dialectes de l'Iran central qui font partie des langues iraniennes du Nord-Ouest.

## Sources
- (ru) Moшкaлo, .В.B, Яpaн(д)и диалект in Языки мира. Иранские языки II. Северо-западные иранские языки, Moscou: Indrik, 1999,  (ISBN 5-85759-099-X)